# Jessica Camacho
Jessica Camacho (ur. 26 października 1982 w Kalifornii) – amerykańska aktorka, która wystąpiła m.in. w serialach Jeździec bez głowy, Flash i Uprowadzona.

## Filmografia

### Filmy
| Rok  | Tytuł                     | Rola            | Uwagi |
| ---- | ------------------------- | --------------- | ----- |
| 2008 | Desertion                 | Amber           |       |
| 2008 | Nothing like the Holidays | Blonde          |       |
| 2012 | Myśl jak facet            | Melissa         |       |
| 2014 | Weronika Mars             | Martina Vasquez |       |
| 2014 | Suburban Gothic           | Noelle          |       |
| 2015 | Ana Maria in Novela Land  | Gonzalez        |       |
| 2016 | The Babymoon              | Yesenia         |       |
| 2017 | Roman J. Israel, Esq.     | aktywistka      |       |
| 2017 | Crave: The Fast Life      | Brie            |       |

### Telewizja
| Rok       | Tytuł              | Rola                | Uwagi          |
| --------- | ------------------ | ------------------- | -------------- |
| 2010      | Dexter             | Yasmin Aragon       | 2 odc.         |
| 2012–2013 | Last Resort        | Pilar Cortez        | 10 odc.        |
| 2013      | Nikita             | Rachel              | 3 odc.         |
| 2015      | Longmire           | Kiersten            | 2 odc.         |
| 2015–2016 | Jeździec bez głowy | Sophie Foster       | w gł. obsadzie |
| 2017–2018 | Flash              | Gypsy               | 10 odc.        |
| 2018      | Uprowadzona        | Santana             | w gł. obsadzie |
| 2019      | Another Life       | Michelle Vargas     | rola drugopl.  |
| 2019      | Watchmen           | Pirate Jenny        | 5 odc.         |
| 2019–2023 | All Rise           | Emily Lopez-Berarro | w gł. obsadzie |

Jessica Camacho wystąpiła również w pojedynczych odcinkach wielu innych seriali, m.in. Kości, Witam panie i Harley and the Davidsons.